# 柳杏奈
柳 杏奈（やなぎ あんな、1994年1月10日 - ）は、日本の女優、アイドル、DJ。千葉県松戸市出身。

## 略歴
2016年 井口昇監督の主演女優のオーディションに合格、女優アイドルノーメイクスとして活動開始。
2018年ノーメイクス卒業
大宮BaseレギュラーDJ。
『キネマ純情』『ゴーストスクワッド』と二作主演を務める。

## 出演

### 映画
- 『ゴーストスクワッド』（井口昇監督） - リカ 役（主演）
- 『ゲスの至る病』（井口昇監督）
- 『スレイブメン』（井口昇監督） - 美津子 役
- 『TOO YOUNG TO DIE! 若くして死ぬ』（宮藤官九郎監督） - 女子高生 役
- 『キネマ純情』（井口昇監督） - アキ 役（主演）
- 『イカれてイル？』（竹内道宏監督） - 彼女 役
- 『繕い裁つ人』（三島有紀子監督） - 女子大生 役
- 『最近、妹のようすがちょっとおかしいんだが。』（青山裕企/伊基公袁監督） - 女子高生 役
- 『女子ーズ』（福田雄一監督） - カップル 役
- 『薔薇色のブー子』（福田雄一監督）
- 『溺れるナイフ』（山戸結希監督）

### ドラマ
- 『真夜中の真夜中の弥次さん喜多さん』（TOKYO MX） - ノーメイクス
- 『ボクの妻と結婚してください。』（NHK） - 看護師 役
- 『○○妻』（日本テレビ）
- ドラマ24「アオイホノオ」（福田雄一監督） - 店員 役
- 『おわらないものがたり』（フジテレビ） - ゾンビ 役
- 『マルホの女』（テレビ東京）
- 『ミスパイロット』（フジテレビ） - 就活生 役
- 『世にも奇妙な物語 秋の特別編』 - 女子大生 役
- 『ガリレオ2』（CX） - 女子大生 役

### TV
- 『ニュース5時』（NHK） - ノーメイクスとして出演

### 舞台
- 二人芝居『森小屋vol4』 - 伊藤 役
- COLORchild『もろびとこぞりて焼きもろこし』（渡部浩一演出） - 萌 役

### その他
- コンペ作品『東京スカイツリーガール』（三浦隆行監督） - ゆり役（主演）
- 『ステップバイステップ！　スポーツがつなぐキズナ』（東京VP、上野遼平監督） - さき 役
- PV『ウルトラセブンの歌』科学特奏隊
- 『世界一即戦力な男』（フジテレビ+、尾形竜太監督） - 会社員 役
- 『グーグーだって猫である』（WOWOW、犬童一心監督） - 記者 役
- 『「the TEAM NACS perfect show」〜なんでこんな時に〜』（フジテレビ+） - 会社員 役
- 『熱血硬派くにおくん』（NOTTV） - 観光客 役
- ファミリーマート 企業VP
- 理科大プロモーションビデオ - 看護師 役